# Atsumi Tanezaki
Atsumi Tanezaki (種﨑 敦美 Tanezaki Atsumi?, 27 de septiembre de 1990) es una actriz de voz japonesa anteriormente afiliada a Toritori Office. Está representada por la Tokyo Actor's Consumer's Cooperative Society.

## Biografía
En una entrevista con Repotama, Tanezaki reveló que vio Sailor Moon. Explicó que la serie fue impactante para ella y se convirtió en actriz. Tenía trabajos de medio tiempo después de salir de la escuela secundaria en la prefectura de Ōita. En una entrevista, dijo que sus actrices de voz favoritas son Miyuki Sawashiro y Mayumi Tanaka.

## Vida personal
El 2 de octubre de 2023, se anunció que Tanezaki se había casado con el actor de voz Yū Miyazaki.

## Filmografía
Los papeles principales están en negrita

### Anime

#### Series de televisión
| Año  | Título                                                                | Rol                                           | Refs.         |
| ---- | --------------------------------------------------------------------- | --------------------------------------------- | ------------- |
| 2012 | Tonari no Kaibutsu-kun                                                | Asako Natsume                                 | [ 3 ]         |
| 2012 | Acchi Kocchi                                                          | Estudiante                                    |               |
| 2013 | Da Capo III                                                           | Jill Hathaway                                 |               |
| 2013 | Genei wo Kakeru Taiyou                                                | Itsuki Tendo, Mutsumi Tendo y Nanase Tendo    | [ 4 ]         |
| 2013 | DD Hokuto no Ken                                                      | Ama de casa B, mujer y Toshi                  |               |
| 2013 | DokiDoki! PreCure                                                     | Estudiante y miembro del club                 |               |
| 2013 | Samurai Flamenco                                                      | Chico, maid y mujer A                         |               |
| 2013 | Silver Spoon                                                          | Minami Kitamachi y locutora                   | [ 5 ]         |
| 2013 | WataMote                                                              | Estudiante                                    |               |
| 2014 | Daitoshokan no Hitsujikai                                             | Nagi Kodachi                                  | [ 6 ]         |
| 2014 | Hōzuki no Reitetsu                                                    | Karashi                                       |               |
| 2014 | Ushinawareta Mirai o Motomete                                         | Yaeko Azuma                                   |               |
| 2014 | Magic Kaito 1412                                                      | Keiko Momoi                                   | [ 7 ]         |
| 2014 | Noragami                                                              | Artefacto                                     |               |
| 2014 | Zankyō no Terror                                                      | Lisa Mishima                                  | [ 8 ]         |
| 2014 | Tribe Cool Crew                                                       | Ayumu Itou                                    |               |
| 2014 | Ōkami Shōjo to Kuro Ōji                                               | Miho                                          |               |
| 2015 | Death Parade                                                          | Mayu Arita                                    | [ 9 ]         |
| 2015 | Durarara!! x2 Shou                                                    | Emilia y Yuigadokusonmaru                     | [ 10 ] [ 11 ] |
| 2015 | Gangsta.                                                              | Mikhail                                       | [ 12 ]        |
| 2015 | Monster Musume no Iru Nichijō                                         | Lilith                                        | [ 13 ]        |
| 2015 | Owari no Seraph                                                       | Sayuri Hanayori                               |               |
| 2015 | Subete ga F ni Naru                                                   | Moe Nishinosono                               | [ 14 ]        |
| 2016 | Kaitou Joker 3rd Season                                               | Hosshii                                       |               |
| 2016 | High School Fleet                                                     | Mei Irizaki                                   | [ 15 ]        |
| 2016 | Mob Psycho 100                                                        | Tome Kurata                                   | [ 16 ]        |
| 2016 | Nameko: Sekai no Tomodachi                                            | Love Nameko                                   | [ 17 ]        |
| 2016 | Servamp                                                               | Otogiri                                       | [ 18 ]        |
| 2016 | Keijo!!!!!!!!                                                         | Ayase Kurogiri                                |               |
| 2016 | Hibike! Euphonium 2                                                   | Mizore Yoroizuka                              |               |
| 2017 | Sentōru no Nayami                                                     | Chigusa Mitama, Chinami Mitama y Chiho Mitama |               |
| 2017 | Blend S                                                               | Miu Amano                                     | [ 19 ]        |
| 2017 | Houseki no kuni                                                       | Neptunite                                     |               |
| 2017 | Mahō Tsukai no Yome                                                   | Chise Hatori                                  | [ 20 ]        |
| 2018 | Double Decker! Doug & Kirill                                          | Yuri Fujishiro/"Robot"                        | [ 21 ]        |
| 2018 | Gakuen Babysitters                                                    | Kazuma Mamizuka                               | [ 22 ]        |
| 2018 | Isekai Maou to Shoukan Shoujo no Dorei Majutsu                        | Klem                                          | [ 23 ]        |
| 2018 | Harukana Receive                                                      | Claire Thomas                                 |               |
| 2018 | Seishun Buta Yarō                                                     | Rio Futaba                                    | [ 24 ]        |
| 2019 | Bakugan: Battle Planet                                                | Veronica Venegas                              |               |
| 2019 | Beastars                                                              | Juno                                          | [ 25 ]        |
| 2019 | Circlet Princess                                                      | Chikage Fujimura                              |               |
| 2019 | Endro!                                                                | Caballero femenino                            |               |
| 2019 | Fairy Gone                                                            | Lily Heineman                                 | [ 26 ]        |
| 2019 | Fruits Basket                                                         | Arisa Uotani                                  |               |
| 2019 | Granbelm                                                              | Shingetsu Ernesta Fukami                      | [ 27 ]        |
| 2019 | Kandagawa Jet Girls                                                   | Minato Tsuruno                                |               |
| 2019 | Kono Oto Tomare!                                                      | Satowa Hōzuki                                 | [ 28 ]        |
| 2019 | Val × Love                                                            | Skuld                                         | [ 29 ]        |
| 2019 | W'z                                                                   | Hana                                          |               |
| 2020 | To Aru Kagaku no Railgun T                                            | Ryouko Kuriba y Doppelganger                  | [ 30 ]        |
| 2020 | Bakugan: Armored Alliance                                             | Veronica Venegas                              |               |
| 2020 | Dragon Quest: Las aventuras de Fly                                    | Dai                                           | [ 31 ]        |
| 2020 | Fruits Basket 2nd Season                                              | Arisa Uotani                                  |               |
| 2020 | Monster Musume no Oisha-san                                           | Skadi Dragenfelt                              | [ 32 ]        |
| 2020 | Shadowverse                                                           | Kai Ijūin                                     | [ 33 ]        |
| 2021 | Beastars Season 2                                                     | Juno                                          |               |
| 2021 | Kimetsu no Yaiba: Yuukaku-hen                                         | Hinatsuru                                     | [ 34 ]        |
| 2021 | Dr. Stone: Stone Wars                                                 | Nikki Hanada                                  | [ 35 ]        |
| 2021 | Horimiya                                                              | Miki Yoshikawa                                | [ 36 ]        |
| 2021 | Joran: The Princess of Snow and Blood                                 | Rinko Takemichi                               | [ 37 ]        |
| 2021 | Tensei Shitara Slime Datta Ken 2nd Season                             | Mjurran                                       | [ 38 ]        |
| 2021 | Mahōka Kōkō no Yūtosei                                                | Shiori Kanō                                   | [ 39 ]        |
| 2021 | The Promised Neverland Season 2                                       | Mujika                                        | [ 40 ]        |
| 2021 | Vivy: Fluorite Eye’s Song                                             | Vivy                                          | [ 41 ]        |
| 2022 | JoJo's Bizarre Aventure: Stone Ocean                                  | Emporio Alniño                                | [ 42 ]        |
| 2022 | Sono Bisque Doll wa Koi wo Suru                                       | Sajuna Inui                                   | [ 43 ]        |
| 2022 | Akebi-chan no Sailor-fuku                                             | Hoko Chiarashi                                | [ 44 ]        |
| 2022 | New Ikki Tousen                                                       | Asaemon Yamada                                | [ 45 ]        |
| 2022 | Princess Connect! Re:Dive Season 2                                    | Chloe                                         | [ 46 ]        |
| 2022 | Spy × Family                                                          | Anya Forger                                   | [ 47 ]        |
| 2022 | Yoru wa Neko to Issho                                                 | Pii-chan                                      | [ 48 ]        |
| 2022 | Mob Psycho 100 III                                                    | Tome Kurata                                   | [ 49 ]        |
| 2022 | Arknights: Reimei Zensou                                              | Dobermann                                     | [ 50 ]        |
| 2023 | Tomo-chan wa Onnanoko!                                                | Chiyomi Ogawa                                 | [ 51 ]        |
| 2023 | Hyōken no Majutsushi ga Sekai wo Suberu                               | Lydia Ainsworth                               | [ 52 ]        |
| 2023 | Nier: Automata Ver1.1a                                                | Lily                                          | [ 53 ]        |
| 2023 | Kami-tachi ni Hirowareta Otoko 2nd Season                             | Kanan                                         |               |
| 2023 | Yomawari Neko                                                         | Jūrō                                          | [ 54 ]        |
| 2023 | Tengoku Daimakyō                                                      | Aoshima                                       | [ 55 ]        |
| 2023 | Boku no Kokoro no Yabai Yatsu                                         | Serina Yoshida                                | [ 56 ]        |
| 2023 | Bosanimal                                                             | Ran                                           | [ 57 ]        |
| 2023 | Alice Gear Aegis Expansion                                            | Sugumi Kanagata                               | [ 58 ]        |
| 2023 | Dr. Stone: New World                                                  | Nikki Hanada                                  | [ 59 ]        |
| 2023 | Mahō Tsukai no Yome Season 2                                          | Chise Hatori                                  | [ 60 ]        |
| 2023 | Jijō wo Shiranai Tenkōsei ga Guigui Kuru.                             | Yukiko Takada                                 | [ 61 ]        |
| 2023 | My Hero Academia 6                                                    | Kaina Tsutsumi / Lady Nagant                  | [ 62 ]        |
| 2023 | Dead Mount Death Play                                                 | Lisa Kuraki                                   | [ 63 ]        |
| 2023 | Jitsu wa Ore, Saikyō deshita?                                         | Charlotte Zenfis                              | [ 64 ]        |
| 2023 | Shadowverse Flame: Seven Shadows-hen                                  | Kai Ijuuin                                    |               |
| 2023 | Sōsō no Frieren                                                       | Frieren                                       | [ 65 ]        |
| 2023 | Konyaku Haki Sareta Reijō wo Hirotta Ore ga, Ikenai Koto wo Oshiekomu | Lü                                            | [ 66 ]        |
| 2023 | Mahō Tsukai no Yome Season 2 Part 2                                   | Chise Hatori                                  | [ 67 ]        |
| 2023 | Under Ninja                                                           | Suzuki                                        | [ 68 ]        |
| 2023 | Spy × Family Season 2                                                 | Anya Forger                                   | [ 69 ]        |
| 2023 | Mokushiroku no Yonkishi                                               | Isolde                                        | [ 70 ]        |
| 2023 | Dead Mount Death Play Part 2                                          | Lisa Kuraki                                   | [ 71 ]        |
| 2023 | Dr. Stone: New World Part 2                                           | Nikki Hanada                                  | [ 72 ]        |
| 2023 | Kusuriya no Hitorigoto                                                | Gyokuyō                                       | [ 73 ]        |
| 2024 | Boku no Kokoro no Yabai Yatsu Season 2                                | Serina Yoshida                                | [ 74 ]        |
| 2024 | Wonderful Precure!                                                    | Iroha Inukai / Cure Friendy                   | [ 75 ]        |
| 2024 | Tensei Shitara Slime Datta Ken 3rd Season                             | Mjurran                                       | [ 76 ]        |
| 2024 | Hibike! Euphonium 3                                                   | Mizore Yoroizuka                              | [ 77 ]        |
| 2024 | Tadaima, Okaeri                                                       | Hikari Fujiyoshi                              | [ 78 ]        |
| 2024 | Unnamed Memory                                                        | Tinasha                                       | [ 79 ]        |
| 2024 | Kaii to Otome to Kamikakushi                                          | Tomoko                                        | [ 80 ]        |
| 2024 | Shadowverse Flame: Arc-hen                                            | Kai Ijuuin                                    |               |
| 2024 | My Hero Academia 7                                                    | Kaina Tsutsumi / Lady Nagant                  | [ 81 ]        |
| 2024 | Kimetsu no Yaiba: Hashira Geiko-hen                                   | Hinatsuru                                     | [ 82 ]        |
| 2024 | Gimai Seikatsu                                                        | Kaho Fujinami                                 | [ 83 ]        |
| 2024 | Nier: Automata Ver1.1a Part 2                                         | Lily                                          | [ 84 ]        |
| 2024 | Make Heroine ga Ōsugiru!                                              | Koto Tsukinoki                                | [ 85 ]        |
| 2024 | Sword Art Online Alternative Gun Gale Online II                       | Shiori Noguchi                                | [ 86 ]        |
| 2024 | Chi: Chikyū no Undō ni Tsuite                                         | Albert Brudzewski (niño)                      | [ 87 ]        |
| 2024 | Mokushiroku no Yonkishi 2nd Season                                    | Isolde                                        | [ 88 ]        |
| 2025 | Grisaia: Phantom Trigger the Animation                                | Murasaki                                      | [ 89 ]        |
| 2025 | Unnamed Memory Act.2                                                  | Tinasha                                       | [ 90 ]        |
| 2025 | Dr. Stone: Science Future                                             | Nikki Hanada                                  | [ 91 ]        |
| 2025 | Kusuriya no Hitorigoto 2nd Season                                     | Gyokuyō; Lingli                               | [ 92 ]        |
| 2025 | Farmagia                                                              | Lookie-Loo                                    | [ 93 ]        |
| 2025 | Sentai Red Isekai de Bōkensha ni Naru                                 | Tōgo "Kizuna Red" Asagaki (niño)              | [ 94 ]        |
| 2025 | Mashin Sōzōden Wataru                                                 | Kakeru Amabe                                  | [ 95 ]        |
| 2025 | Aru Majo ga Shinu Made                                                | Chica Misteriosa                              | [ 96 ]        |
| 2025 | Seishun Buta Yarō wa Bunny Girl Senpai no Yume wo Minai               | Rio Futaba                                    | [ 97 ]        |
| 2025 | Silent Witch: Chinmoku no Majo no Kakushigoto                         | Isabelle Norton                               | [ 98 ]        |
| 2025 | 9: Ruler's Crown                                                      | Sora Niimi                                    | [ 99 ]        |
| 2025 | Sono Bisque Doll wa Koi o Suru Season 2                               | Sajuna Inui                                   | [ 100 ]       |
| 2025 | Dekin no Mogura                                                       | Kyōko Nekozuku                                | [ 101 ]       |
| 2025 | Nyaight of the Living Cat                                             | Suō                                           | [ 102 ]       |
| 2025 | Dr. Stone: Science Future Part 2                                      | Nikki Hanada                                  | [ 103 ]       |
| 2025 | Yano-kun no Futsū no Hibi                                             | Mei                                           | [ 104 ]       |
| 2026 | Sōsō no Frieren 2nd Season                                            | Frieren                                       | [ 105 ]       |

#### Películas
| Año  | Título                                                         | Rol                         | Refs.   |
| ---- | -------------------------------------------------------------- | --------------------------- | ------- |
| 2013 | Persona 3 The Movie: No. 1, Spring of Birth                    | Natsuki Moriyama            |         |
| 2016 | Pop In Q                                                       | Konatsu Tomodate            | [ 106 ] |
| 2018 | Servamp -Alice in the Garden-                                  | Otogiri                     |         |
| 2018 | Liz to Aoi Tori                                                | Mizore Yoroizuka            | [ 107 ] |
| 2019 | Grisaia: Phantom Trigger the Animation                         | Murasaki                    | [ 108 ] |
| 2019 | Seishun Buta Yarō wa Yumemiru Shōjo no Yume wo Minai           | Rio Futaba                  | [ 109 ] |
| 2019 | Sora no Aosa wo Shiru Hito yo                                  | Chika Ōtaki                 |         |
| 2020 | High School Fleet the Movie                                    | Mei Irizaki                 | [ 110 ] |
| 2023 | Seishun Buta Yarō wa Odekake Sister no Yume wo Minai           | Rio Futaba                  | [ 111 ] |
| 2023 | Hibike! Euphonium: Ensemble Contest-hen                        | Mizore Yoroizuka            | [ 112 ] |
| 2023 | Spy x Family Movie: Code: White                                | Anya Forger                 | [ 113 ] |
| 2023 | Kitarō Tanjō: Gegege no Nazo                                   | Sayo Ryūga                  | [ 114 ] |
| 2023 | Seishun Buta Yarō wa Ransel Girl no Yume wo Minai              | Rio Futaba                  |         |
| 2024 | Dead Dead Demon's Dededede Destruction                         | Kiho Kurihara               | [ 115 ] |
| 2024 | Wonderful Precure! Movie: Dokidoki Game no Sekai de Dai Bōken! | Iroha Inukai / Cure Friendy |         |
| 2025 | Make a Girl                                                    | No.0                        | [ 116 ] |
| 2025 | Doraemon Movie 44: Nobita no E Sekai Monogatari                | Milo                        | [ 117 ] |
| 2025 | Gekijōban Mononoke Dai-Ni-Shō: Hinezumi                        | Sachiko                     | [ 118 ] |
| 2025 | Hyakuemu.                                                      | Togashi (niño)              | [ 119 ] |

#### ONAs
| Año  | Título                                       | Rol            | Refs.   |
| ---- | -------------------------------------------- | -------------- | ------- |
| 2016 | Chuuko Video-ya no Onna Tenin X              | Inari          | [ 120 ] |
| 2021 | JoJo's Bizarre Adventure: Stone Ocean        | Emporio Alniño | [ 121 ] |
| 2021 | Pokémon Evolutions                           | Alva           |         |
| 2021 | JoJo's Bizarre Adventure: Stone Ocean Part 2 | Emporio Alniño | [ 122 ] |
| 2022 | Exception                                    | Patty          | [ 123 ] |
| 2023 | Yoru wa Neko to Issho Season 2               | Pii-chan       |         |
| 2023 | Neko to Wakai se na                          | Yūki           |         |
| 2024 | T.P BON                                      | Ream Stream    | [ 124 ] |
| 2024 | Rising Impact                                | Kurumi Nishino | [ 125 ] |
| 2024 | Terminator Zero                              | Kokoro         | [ 126 ] |
| 2024 | Yoru wa Neko to Issho Season 3               | Pii-chan       |         |
| 2024 | Beastars Final Season                        | Juno           | [ 127 ] |

#### OVAs
| Año  | Título                                                   | Rol             | Refs.   |
| ---- | -------------------------------------------------------- | --------------- | ------- |
| 2013 | Tonari no Kaibutsu-kun: Tonari no Gokudou-kun            | Asako Natsume   |         |
| 2015 | Kamisama Hajimemashita: Kako-hen                         | Tanuko          |         |
| 2016 | Mahō Tsukai no Yome: Hoshi Matsu Hito                    | Chise Hatori    | [ 128 ] |
| 2017 | Kishibe Rohan wa Ugokanai                                | Naoko Osato     | [ 129 ] |
| 2021 | Mahō Tsukai no Yome: Nishi no Shounen to Seiran no Kishi | Chise Hatori    |         |
| 2021 | Alice Gear Aegis                                         | Sugumi Kanagata | [ 130 ] |

### Videojuegos
- Da Capo III como Jill Hathaway, Yoshiyuki Sakurai (niña)
- Himawari -Pebble in The Sky-
- Overwatch como Orisa[131]
- Ren'ai 0 Kilometer Portable como Yura Yazaki[132]
- School of Talent: SUZU-ROUTE como Haru Kato[133]
- Tayutama: Kiss on my Deity
- Fire Emblem Echoes: Shadows of Valentia como Faye (Conocida como Efie en Japón)
- The Idolmaster Cinderella Girls como Kyoko Igarashi
- Fate/Grand Order como Ophelia Phamrsolone[134]
- Hoshi Ori Yume Mirai como Ousaka Sora
- Tsujidou-san no Jun'ai Road como Tanaka Hanako
- Maitetsu como Hachiroku
- Xenoblade Chronicles 2 como Agate[135]
- Nora to Oujo to Noraneko Heart como Asuhara Yuuki
- Alphadia Series como Enah
- Alphadia Genesis Series como Enah/Elize
- Kimi to Kanojo to Kanojo no Koi como Haru
- Azur Lane como Albacore, Zara, Pola, Jeanne d'Arc
- Sdorica como Karen Arla Fernandez
- Kirara Fantasia como Amano Miu
- Arknights como Blue Poison, Dobermann
- Princess Connect! Re:Dive como Hanako Kuroe/Chloe
- Granblue Fantasy como Vikala, Kai Ijūin[136][137]
- Yuki Yuna is a Hero: Hanayui no Kirameki como Suzume Kagajou
- Sabbat of the Witch como Ayachi Nene
- Girls' Frontline como Webley, KAC-PDW
- 13 Sentinels: Aegis Rim como Iori Fuyusaka, Chihiro Morimura
- Magia Record: Puella Magi Madoka Magica Gaiden  como Sae Kirino[138]
- Valkyrie Connect como Divine Creator Kamimusubi
- Alchemy Stars como Beryl[139]
- Star Ocean: The Divine Force como Elena

### Doblaje
- Noelle como Noelle Kringle (Anna Kendrick)[140]
- Hawkeye como Kate Bishop (Hailee Steinfeld)[141]

### Otros
- Zephyr como Hermana de Kal (evento anime)
- Mahou Shoujo Ikusei Keikaku Dreamland como Blancanieves (Drama CD)

## Premios y nominaciones
| Año  | Premios                  | Categoría                             | Resultado | Refs.   |
| ---- | ------------------------ | ------------------------------------- | --------- | ------- |
| 2020 | Seiyū Awards             | Mejor Actriz de Reparto               | Ganadora  | [ 142 ] |
| 2023 | Seiyū Awards             | Mejor Actriz de Reparto               | Ganadora  | [ 143 ] |
| 2023 | Crunchyroll Anime Awards | Mejor Interpretación de Voz (Japonés) | Nominada  | [ 144 ] |